# Doufien
Doufien est une commune rurale située dans le département de Houndé de la province de Tuy dans la région des Hauts-Bassins au Burkina Faso.

## Santé et éducation
Le centre de soins le plus proche de Doufien est le centre de santé et de promotion sociale (CSPS) de Kari.